# Ona Valiukevičiūtė
Ona Valiukevičiūtė (*  1. August 1945 in Šukėtai, Rajongemeinde Šakiai) ist eine litauische Politikerin und Sängerin.

## Leben
Nach dem Abitur 1963 an der  Mittelschule Griškabūdis bei Šakiai arbeitete sie in Kudirkos Naumiestis und  Kiduliai als Lehrerin. 1971 absolvierte sie  das Diplomstudium (deutsche Sprache und Literatur) an der Fakultät für Philologie der Vilniaus universitetas.
Ab 1968 arbeitete sie im Orchester von Lietuvos nacionalinis radijas ir televizija (LRT), von  1971 bis 1972 beim  Ensemble „Nemuno žiburiai“ (Valstybinė filharmonija des Sowjetlitauens), ab 1972 bei Blasorchester „Trimitas“ als Solistin.  2000–2001 war sie Gehilfin von  Rolandas Paksas im Seimas. 2002 leitete sie Stiftung „Visuomenės pažangos fondas“ vadovė. Von 2003 bis 2004 war sie Beraterin des litauischen Präsidenten Paksas. Von 2002 bis 2003 war sie Mitglied im Stadtrat Vilnius. Ab 2004  und vom 24. Januar 2018 bis 2020 war sie wieder Mitglied im Seimas (statt Kęstutis Pūkas).
Ab 2002 war Valiukevičiūtė Mitglied der Liberalų demokratų partija und  ab 2006 der Tvarka ir teisingumas.
Valiukevičiūtė ist verheiratet mit dem Musiker Giedrius Balutis und hat die Tochter Giedrė.

## Auszeichnungen
- 1979: Verdiente Artistin  Sowjetlitauens
- 1998: Gediminas-Orden, Riterio kryžius[4]